# Nowe Centrum (Łotwa)
Nowe Centrum (łot. Jaunais centrs, ros. Новый центр) – łotewska partia polityczna o profilu lewicowym wchodząca w skład sojuszu wyborczo-parlamentarnego Centrum Zgody. Istniała do 2010. 

## Historia
Ugrupowanie powstało w 2004 w wyniku rozłamu w Partii Zgody Narodowej. W 2005 weszło w skład sojuszu wyborczego Centrum Zgody, który w wyborach 2006 uzyskał 17 mandatów w Sejmie (jeden z nich objął przewodniczący Nowego Centrum Siergiej Dołgopołow). Partia weszła następnie w skład Socjaldemokratycznej Partii „Zgoda”.